# 富庶県
富庶県（ふしょ-けん）は中華人民共和国遼寧省にかつて存在した県。現在の朝陽市建平県東部に相当する。
1013年（開泰2年）、遼朝により設置された。明代に廃止された。